# Ústí nad Labem (huyện)
Huyện Ústí nad Labem (tiếng Séc: Okres Ústí nad Labem) là một huyện (okres) nằm trong vùng Ústí nad Labem của Cộng hòa Séc. Huyện Ústí nad Labem có diện tích 405 km2, dân số năm 2002 là 117589 người. Thủ phủ huyện đóng ở Ústí nad Labem. Huyện này có 23 khu tự quản.

## Các khu tự quản
Huyện Ústí nad Labem có 23 khu tự quản sau: